# Suffolk megye (Massachusetts)
Suffolk megye az Amerikai Egyesült Államokban, azon belül Massachusetts államban található. Megyeszékhelye és legnagyobb városa Boston. Lakosainak száma 797 936 fő (2020. április 1.). Suffolk megye Essex, Norfolk és Middlesex megyékkel határos.

## Népesség
A megye népességének változása:
| Lakosok száma | 725 140 | 735 607 | 746 039 | 755 503 | 778 121 | 797 936 |
|               | 2010    | 2011    | 2012    | 2013    | 2015    | 2020    |